# 密歇根高原
86°8′S 133°30′W / 86.133°S 133.500°W
密歇根高原（英語：Michigan Plateau）是南極洲的高原，位於瑪麗伯德地，長56公里，處於里迪冰川西面，海拔高度3,000米，根據美國地質調查局的測量和美國海軍的空中照片被繪入地圖。